# Il Clown (serie televisiva)
Il Clown è una serie televisiva tedesca trasmessa dal 1996 al 2001.

## Trama
Ambientato a Düsseldorf, narra di Max Zander, un agente della WIPA (World Intelligence Police Agency), che dopo molti anni passati fuori dalla Germania vuole vendicare la morte dell'amico Leo, eliminato davanti ai suoi occhi da una bomba piazzata sulla sua BMW da alcuni criminali della mafia russa. Creduto morto da tutti in un incidente, per non farsi riconoscere indossa una maschera da clown e diventa un giustiziere solitario. Al suo fianco restano l'amico Dobbs Steiger, abile pilota di elicotteri e meccanico, l'avvocato Joseph Ludowski e la bella giornalista Claudia Diehl, una trentenne bionda a cui piacciono le moto e l'azione. Max l'ha conosciuta come la bulla di una compagnia di motociclisti.
Nella serie sono presenti anche puntate che differiscono totalmente dall'idea del giustiziere solitario contro i classici criminali. In una puntata infatti il Clown combatterà un'orda di cloni umani, creati da una razza di alieni che vogliono invadere la Terra. In un'altra puntata, per l'errore di un macchinario sperimentale, finirà nel medioevo tedesco e si troverà ad affrontare dei cavalieri in armatura.

## Episodi
Prima degli episodi, nel 1996 è stato fatto un film TV che ci mostra i fatti accaduti dall'inizio.
In Italia Il Clown è stato trasmesso da Rai 2 la domenica sera, nelle stagioni 1999-2000 e 2001-2002.
Nel 23 marzo 2005 ne è stato creato un film, chiamato Il Clown - Il giustiziere mascherato, trasmesso in anteprima televisiva (3 settimane prima della premiere cinematografica) il 1 marzo 2005 su Rai 2
| Stagione         | Episodi | Prima TV originale | Prima TV Italia |
| ---------------- | ------- | ------------------ | --------------- |
| Prima stagione   | 16      | 1996-1999          | 1999-2000       |
| Seconda stagione | 28      | 1999-2000          | 2001-2002       |

| Stagione in Germania | Numero episodi | Prima TV originale | Prima TV originale |
| Stagione in Germania | Numero episodi | Inizio stagione    | Fine stagione      |
| -------------------- | -------------- | ------------------ | ------------------ |
| Film pilota          | Film pilota    | 3 novembre 1996    | 3 novembre 1996    |
| 1                    | 1+6            | 21 aprile 1998     | 2 giugno 1998      |
| 2                    | 8              | 8 settembre 1998   | 27 ottobre 1998    |
| 3                    | 12             | 9 settembre 1999   | 2 settembre 1999   |
| 4                    | 6              | 10 ottobre 2000    | 14 novembre 2000   |
| 5                    | 6              | 10 aprile 2001     | 5 giugno 2001      |
| 6                    | 6              | 6 settembre 2001   | 11 ottobre 2001    |

## Sigla
La sigla è composta da Helmut Zerlett.
La frase della 1ª stagione era: "Sulla tomba della sua famiglia trucidata, Max Zander aveva giurato di dedicare la sua vita alla lotta contro il crimine. Entrò a far parte di un'organizzazione internazionale di polizia, finché un giorno, il suo migliore amico venne ucciso sotto i suoi occhi. Max si dà per morto per tornare a vivere come un fantasma. Da allora conduce in solitario la sua lotta contro il crimine. Max Zander è … Il Clown!"
Invece nella 2ª stagione era: "Per vendicare la morte del suo migliore amico, l'agente speciale Max Zander divenne il clown. Braccato dalla polizia, ora combatte contro il crimine, affiancato dai suoi due migliori amici Claudia e Dobbs. Ma il prezzo da pagare è troppo alto e Max decide di gettar via la maschera. Ma qualcuno non è d'accordo. Un'organizzazione segreta lo costringe a rientrare in gioco: la sua lotta dovrà continuare. Max Zander è … Il Clown!"